# Уряд Зімбабве
Уряд Зімбабве — вищий орган виконавчої влади Зімбабве.

## Голова уряду
- Президент — Роберт Габріель Мугабе (англ. Robert Gabriel Mugabe).
- Віце-президент — Еммерсон Дамбудзо Мнангагва (англ. Emmerson Dambudzo Mnangagwa).
- Віце-президент — Фелекезела Мпхоко (англ. Phelekezela Mphoko).

## Кабінет міністрів
Склад чинного уряду подано станом на 22 липня 2015 року.
| Логотип | Міністерство                                                                                | Міністр                                                   | Фото | Час на посаді | Час на посаді | Партія | Партія | Вебсайт |
| ------- | ------------------------------------------------------------------------------------------- | --------------------------------------------------------- | ---- | ------------- | ------------- | ------ | ------ | ------- |
|         | Державний міністр національної безпеки і адміністрації президента Зімбабве                  | Кембо Мохадо (Kembo Mohado)                               |      |               |               |        |        |         |
|         | Міністерство внутрішніх справ                                                               | Ігнатіус Чомбо (Ignatius Chombo)                          |      |               |               |        |        |         |
|         | Міністерство гірничої промисловості                                                         | Волтер Чидхаква (Walter Chidhakwa)                        |      |               |               |        |        |         |
|         | Міністерство екології, води і клімату                                                       | Оппа Мучингірі (Oppah Muchingiri)                         |      |               |               |        |        |         |
|         | Міністерство економічного планування                                                        | Саймон Хая Мойо (Simon Khaya Moyo)                        |      |               |               |        |        |         |
|         | Міністерство енергетики                                                                     | Семюель Унденге (Samuel Undenge)                          |      |               |               |        |        |         |
|         | Міністерство зв'язку та кур'єрської служби                                                  | Супа Мандіванзіра (Supa Mandiwanzira)                     |      |               |               |        |        |         |
|         | Міністерство земель                                                                         | Дуглас Момбешора (Douglas Mombeshora)                     |      |               |               |        |        |         |
|         | Міністерство закордонних справ                                                              | Сімбараше Мумбенгегві (Simbarashe Mumbengegwi)            |      |               |               |        |        |         |
|         | Міністерство інформації та телерадіомовлення                                                | Пріска Мупфуміра (Prisca Mupfumira)                       |      |               |               |        |        |         |
|         | Міністерство малого та середнього бізнесу                                                   | Сітембісо Ньоні (Sithembiso Nyoni)                        |      |               |               |        |        |         |
|         | Міністерство молоді, племен і економічного розвитку                                         | Крістофер Мушове (Christopher Mushowe)                    |      |               |               |        |        |         |
|         | Міністерство місцевого самоврядування, житлово-комунального господарства і державного житла | Севйор Касукувере (Savior Kasukuwere)                     |      |               |               |        |        |         |
|         | Міністерство національного зцілення, миру і примирення                                      | Фелекезела Мфоко (Phelekezela Mphoko)                     |      |               |               |        |        |         |
|         | Міністерство оборони                                                                        | Сідні Тігере Секерамаї (Sydney Tigere Sekeramayi)         |      |               |               |        |        |         |
|         | Міністерство охорони здоров'я і добробуту дітей                                             | Девід Паріренятва (David Parirenyatwa)                    |      |               |               |        |        |         |
|         | Міністерство початкової та середньої освіти                                                 | Лазарус Докора (Lazarus Dokora)                           |      |               |               |        |        |         |
|         | Міністерство праці та соціальної політики                                                   | Пріска Мупфуміра (Prisca Mupfumira)                       |      |               |               |        |        |         |
|         | Міністерство промисловості і комерції                                                       | Майк Бімха (Mike Bimha)                                   |      |               |               |        |        |         |
|         | Міністерство середньої та вищої освіти, науки і розвитку технології                         | Джонатан Мойо (Jonathan Moyo)                             |      |               |               |        |        |         |
|         | Міністерство соціального забезпечення, ветеранів війни та колишніх бранців                  | Крістофер Мутсвангва (Christopher Mutsvangwa)             |      |               |               |        |        |         |
|         | Міністерство спорту, мистецтва та культури                                                  | Ендрю Ланга (Andrew Langa)                                |      |               |               |        |        |         |
|         | Міністерство сільського господарства, механізації та розвитку іригації                      | Джозеф Маде (Joseph Made)                                 |      |               |               |        |        |         |
|         | Міністерство транспорту та розвитку інфраструктури                                          | Оберт Мпофу (Obert Mpofu)                                 |      |               |               |        |        |         |
|         | Міністерство туризму                                                                        | Волтер Мзембі (Walter Mzembi)                             |      |               |               |        |        |         |
|         | Міністерство у справах жінок, гендеру і розвитку громад                                     | Ньяша Чиквіня (Nyasha Chikwinya)                          |      |               |               |        |        |         |
|         | Міністерство фінансів                                                                       | Патрік Ентоні Чинамаса (Patrick Anthony Chinamasa)        |      |               |               |        |        |         |
|         | Міністерство юстиції                                                                        | Еммерсон Дамбудзо Мнангагва (Emmerson Dambudzo Mnangagwa) |      |               |               |        |        |         |